# Chimikstadion (Dzerzjinsk)
Het Chimikstadion is een multifunctioneel stadion in Dzerzjinsk, een stad in Rusland.
Het stadion wordt vooral gebruikt voor voetbalwedstrijden, de voetbalclub FK Chimik Dzerzjinsk maakt gebruik van dit stadion. In het stadion is plaats voor 15.000 toeschouwers.